# Дом архитектора Брюллова
Дом архитектора Брюллова — исторический особняк на Васильевском острове Санкт-Петербурга, расположенный по адресу Кадетская линия, 21. Построен в 1730-х гг., перестроен в 1845 году по собственному проекту владельца — архитектора Александра Брюллова. После его смерти особняк унаследовал зять Брюллова Павел Сюзор, при котором в здании разместился Музей Старого Петербурга. После революции здание национализировали и частично передали под коммунальное жильё, в конце XX века дом занимала детская библиотека. С начала 2000-х годов администрация города объявила о нескольких проектах восстановления здания и его приспособления к современной эксплуатации, однако по состоянию на апрель 2021 года ни один из них не был реализован. Здание находится в аварийном состоянии, не законсервировано и продолжает ветшать. Многие оригинальные предметы интерьера, пережившие Вторую Мировую войну и ремонты XX века, были разграблены мародёрами в 2010-х годах.
В 2022 году здание включили в программу «Рубль за метр» и выставили на торги. Новый арендатор планирует закончить реставрацию к 2024-му году.

## История

### Первые владельцы
Сведения об участке прослеживаются до первой трети XVIII века: тогда владельцем участка по Съездовской линии был дворянин Семён Челищев. Фундамент его дома был заложен в 1730-м году, но на планах здание впервые отмечено только в 1785-м. В 1790-х годах землю приобрёл купец из Калуги Иван Билибин. От него имение унаследовал сын Яков. В 1820-х годах землю выкупила супруга действительного статского советника Анна Вильгельмовна Попова. У неё в 1845 году имение приобрёл архитектор Александр Брюллов.
Брюллов перестроил дом под себя: он переделал внутренние помещения главного особняка и пристроил со двора трёхэтажный поперечный флигель, в котором разместил 20 жилых комнат и свой кабинет с конторой, а также конюшню, сарай и ледник. Будучи занят на иных проектах и проживая в другом месте, архитектор использовал пристроенный корпус как доходный дом, сдавая квартиры, а помещения первого этажа арендовали магазины. Собственный кабинет Брюллов оформил в двух своих любимых стилях — Помпейском и готическом, а для выполнения работ пригласил тех же мастеров, с которыми сотрудничал при строительстве Мраморного дворца.
В основном корпусе главным помещением стал Помпейский зал, к которому вела парадная мраморная лестница. Живописный плафон потолка в этом зале был похож на созданный Брюлловым в Мраморном дворце: в центре выделялся лепной ромб, по сторонам которого размещались четыре круглых медальона с амурами-путти верхом на морских зверях. У торцевых стен размещались живописные вставки с пейзажами Везувия, обрамлённые гротескными орнаментами. Комнаты были декорированы лепниной и инкрустированными панелями. В Помпейском зале, а также гостиных и столовой стояли камины с облицовкой из чёрного искусственного мрамора. В отделке столовой было применено новаторское решение — резная цокольная панель из красного дерева опускалась, опираясь на скрытые раскладные ножки, и превращалась в разделочный стол.
Брюллов также переоформил фасады, украсив их барельефами с изображениями амуров, маскаронами, ажурными решётками. Архитектор стилизовал двор наподобие античного атриума: разделив его на две части, переднюю он украсил фонтаном и установил скульптуру Аполлона.
В 1877 году Брюллов скончался, так и не успев пожить в доме на Кадетской линии, особняк унаследовали его дочь Софья и зять архитектор Павел Сюзор. По разрешению Сюзора ведущая к дворовому корпусу галерея была надстроена и в ней разместилась фотолаборатория.

### Музей Старого Петербурга

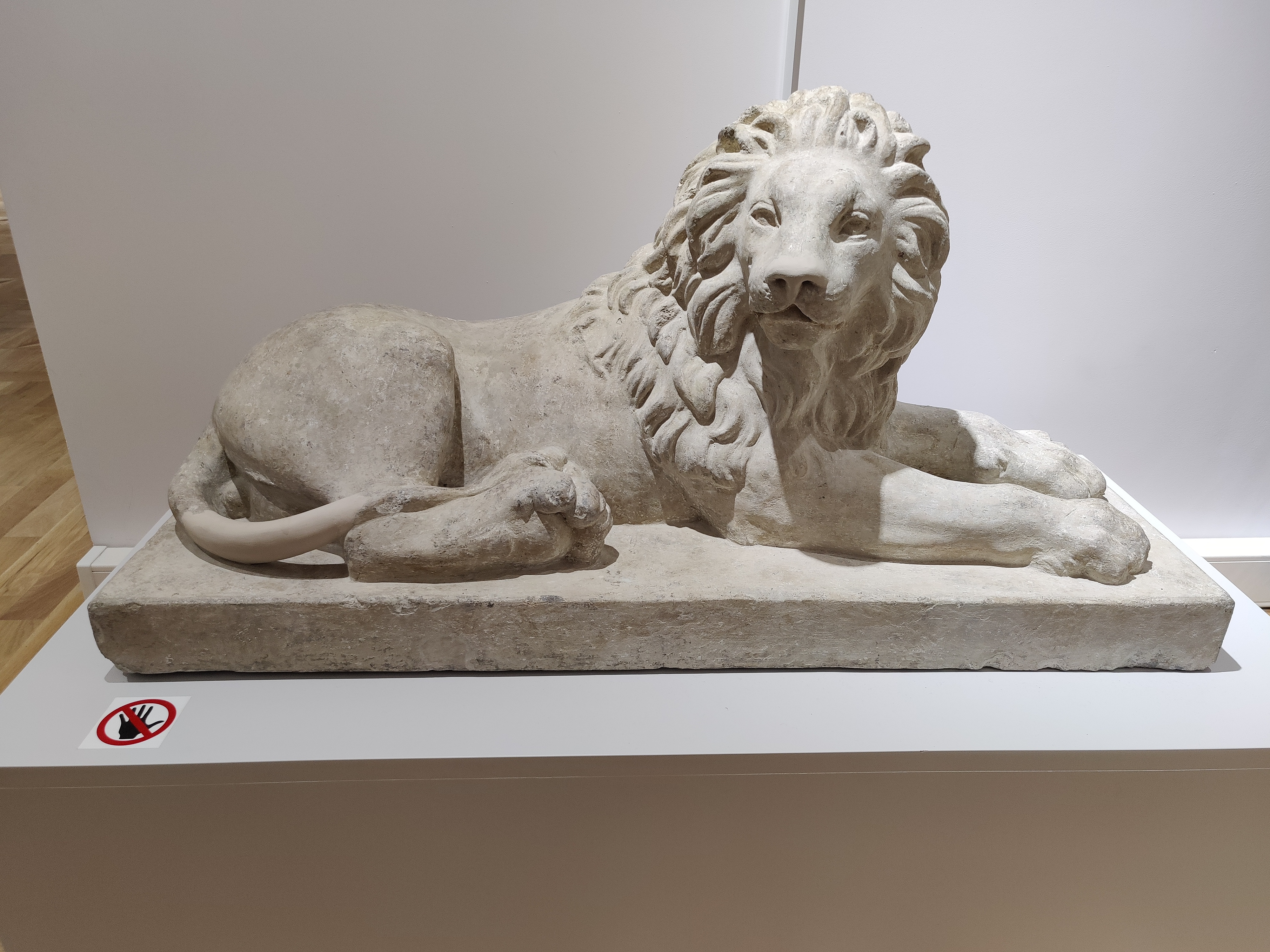
Статуя льва с лестницы здания в коллекции ВООПИК

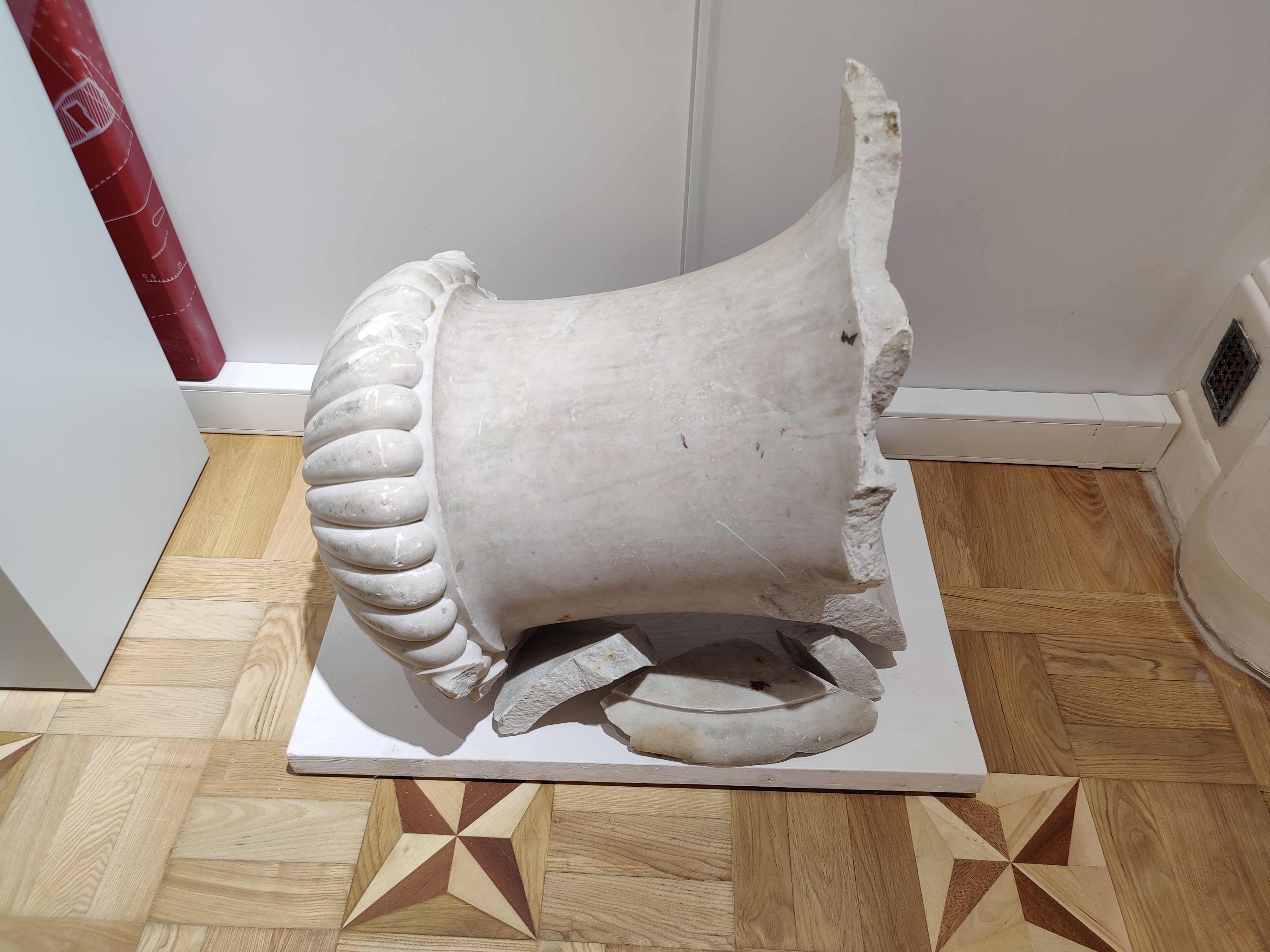
Декоративная ваза с площадки парадной лестницы

В 1907 году по инициативе Александра Бенуа был основан Музей Старого Петербурга. Идея о создании подобного учреждения посетила Бенуа после посещения выставки «Народная жизнь Парижа» в музее Карнавале, на которой были представлены исторические планы города и виды разных эпох. Учредителем российского аналога стала «Комиссия по изучению и описанию старого Петербурга» при Обществе архитекторов-художников, в которую вошли 50 выдающихся деятели эпохи: граф Павел Сюзор, барон Николай Врангель, Иван Фомин, Владимир Щуко, Алексей Щусев, Николай Лансере, Ипполит Претро, Мстислав Добужинский, Леон Бакст и другие. На первом заседании было решено, что музей «будет включать всё относящееся к истории нашей столицы и её ближайших окрестностей в виде фотографий, гравюр, книг, рисунков, литографий, барельефов, решёток и т. д. За отсутствием подходящего помещения музей будет временно находиться в доме гр. П. Ю. Сюзора на Васильевском острове». К 12 декабря 1908 года устав музея был зарегистрирован в Министерстве внутренних дел. В штат были включены фотографы, которые проводили порайонную съёмку города. Сотрудники музея занимались охраной архитектурных памятников и заложили основы петербургского краеведения. В 1908 году их усилиями была предотвращена застройка Лебяжьей канавки, в 1909 году они настояли на перекрашивании зданий Адмиралтейства, Сената и Синода в исторические цвета, в 1912 году сумели предотвратить снос Тучкова буяна.
В конце 1909 года дирекция музея опубликовала обращение с просьбой ко всем желающим помочь в создании коллекции, жертвуя любых материалов по истории Санкт-Петербурга: рисунки, гравюры, чертежи, архитектурные и скульптурные детали разрушенных зданий, утварь и книги. К началу 1911 года число экспонатов превысило тысячу, весной состоялась «Историческая выставка архитектуры», прошедшая в залах Академии художеств. На ней были представлены виды города с начала XVIII до 1830-х годов и материалы о его истории. Уже к 1913 году коллекция музея так разрослась, что не помещалась в особняке Сюзора, дирекция несколько раз обращалась в Городскую думу с просьбой о предоставлении нового помещения. К 1917 году собрание музея превысило четыре тысячи экземпляров.

### После революции
После революции здание конфисковали, коллекцию разместили в Зимнем дворце, затем перевезли в особняк Мятлевых на Исаакиевской площади. В конце 1918 года собрание оказалось в доме Серебряникова на набережной Фонтанки, 35, а музей Старого Петербурга сделали отделом созданного 4 октября 1918 года Музея города. В 1930 году отдел объединили с Архитектурным сектором, собственные экспозиции закрыли, многие экспонаты были переданы в другие музеи, а частично — распроданы. В особняке Сюзора открыли детский сад, некоторые помещения отдали под коммунальные квартиры. В 1939 году в здании провели ремонт, в 1955 году прошла единственная профессиональная реставрация особняка. С 1967 года в Помпейском зале и нескольких прилегающих к нему комнатах располагалась библиотека Н. А. Островского.

## Современность

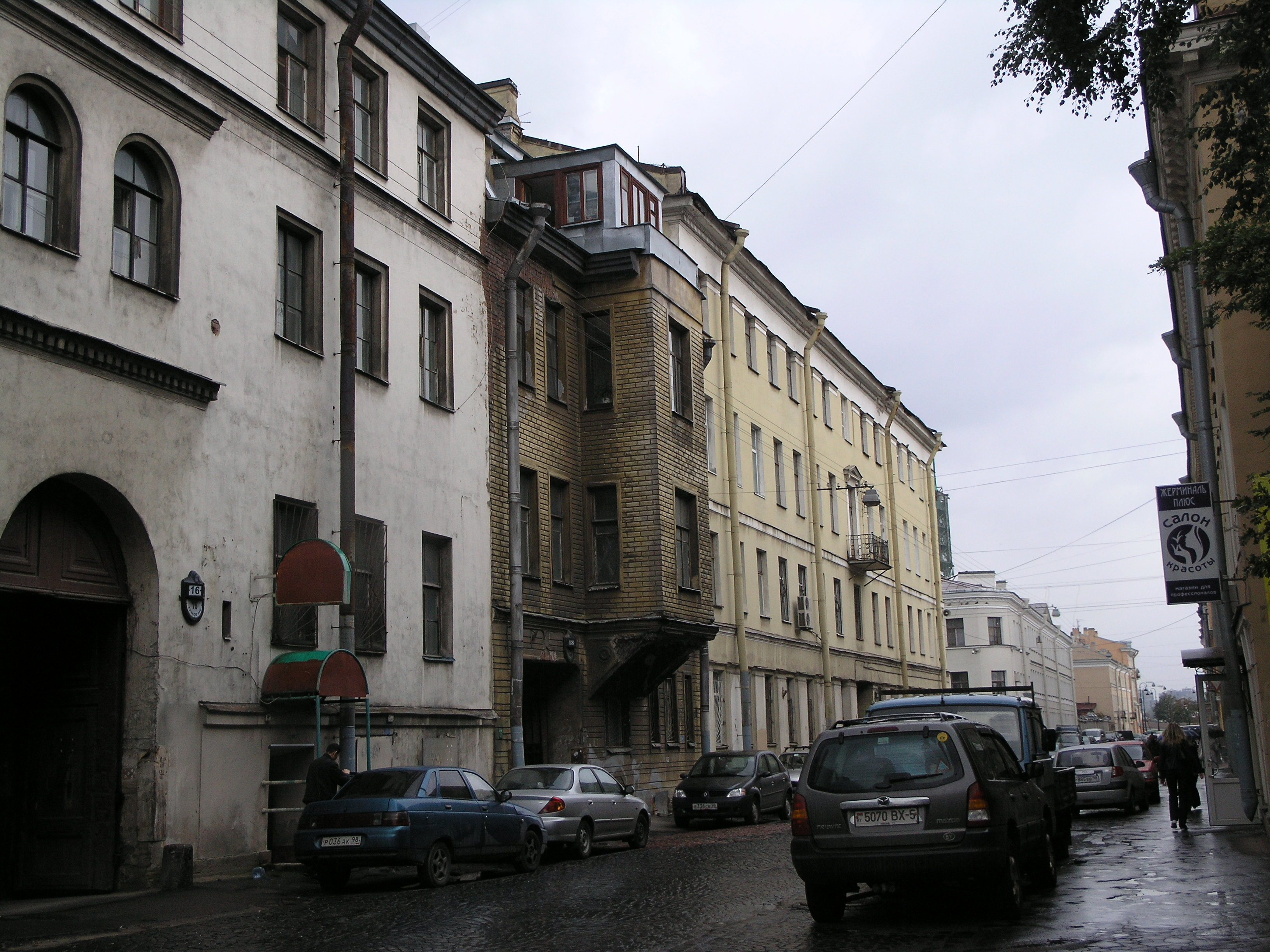
Фасад по Тучкову переулку, 2009

В 2001 году дом Брюллова был включён в реестр памятников культурного наследия федерального значения, однако реставрации не проводилось. В 2008 году особняк был признан аварийным, расселение жильцов растянулось на восемь лет. Озвученные городской администрацией планы о будущем здания несколько раз менялись: в 2006 году дом передали СПбГУ под размещение Восточного факультета, однако университет не выполнял обязательства по реставрации и к 2010 году здание продолжало пустовать. Город расторг договор с СПбГУ и в 2010 году объявил, что найден инвестор и здание после восстановления передадут под гостиницу, затем Театральной библиотеке. На 2015 год судьба здания оставалась неясной. Несмотря на аварийное состояние, вплоть до 2016 года в здании продолжали жить люди.
В 2016 году была согласована передача особняка ВООПИиК с целью использования как музей. Организация провела техобследование здания, три года ожидая начала реконструкции и официальной передачи. Однако в конце 2019 года вице-губернатор Евгений Елин объявил, что дом Брюллова отдадут музею-институту исламской культуры на базе фонда «Аль-Макам». Хотя администрация города заявляла, что здание охраняется, в период с 2013 по 2019 год из интерьеров мародёрами были похищены потолочные живописные медальоны, вставки с изображением Везувия, мраморная облицовка и чугунные решётки каминов.
Несмотря на отсутствие консервации и многочисленные расхищения мародёрами предметов отделки, в здании частично сохранились потолочные росписи в античном стиле, наборный паркет и напольная мозаика из мраморной крошки. Хотя решение о передаче институту исламской культуры было обнародовано ещё в 2019 году, по состоянию на весну 2021 года дом продолжает пустовать и разрушаться. В июне 2021 года стало известно, что Музей исламской культуры отказался от здания.
В 2022-м году здание было выставлено на торги по программе «Аренда за рубль». Компания-победитель под названием ООО «Я хочу быть твоей канарейкой» взяла на себя обязательство в течение семи лет платить в городскую казну более 700 тыс. рублей в месяц. Если за этот срок она сумеет отреставрировать здание площадью 2 тыс. м² и успешно сдать работу КГИОП, то следующие 42 года арендная плата составит один рубль за м² в год. Планируется, что в реставрацию вложат до 300 млн рублей, в восстановленом здании собираются разместить креативное пространство, офисы и коворкинг. Открытие запланировано на 2025 год